# Kabeer Gbaja-Biamila
Pour les articles homonymes, voir Gbaja-Biamila.
(en) Statistiques sur pro-football-reference
Muhammed-Kabeer Olanrewaju Gbaja-Biamila, surnommé « KGB », né le 24 septembre 1977 à Los Angeles, est un joueur américain de football américain évoluant à la position de defensive end.
Il a joué toute sa carrière pour les Packers de Green Bay (2000-2008) dans la National Football League (NFL).
Il est le frère aîné du linebacker Akbar Gbaja-Biamila.